# Onikání

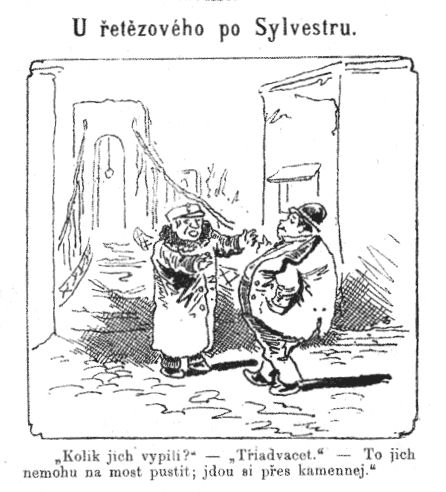
Onikání v kresleném humoru (1884)

Onikání je v některých jazycích způsob oslovování jedné osoby pomocí 3. osoby množného čísla, čímž si lidé používající tento jazykový prostředek prokazují úctu. Onikání je obdobou vykání.

## Onikání v evropských jazycích
Onikání se používá např. v němčině, dánštině či norštině (v norštině lze používat onikání, ale již se v nynější mluvě nepoužívá, jelikož onikání nahradilo tykání). 
Příklad z němčiny: Herr Schwarz, Sie sind sehr nett. = Pane Schwarzi, jsou velice laskavi (= jste velice laskav). 

### Onikání v češtině
Od 18. do 19. století se onikání pod vlivem němčiny používalo i v češtině, přežívalo až do 1. poloviny 20. století.
| „                              | „Tak kde pak chodili, pane Bezoušek, kde?“ spustil a dlouhými prsty počal klepati na stůl. Pane Bezoušek? A oniká? proletělo pantátovi hlavou. A podívejme se! | “ |
| — K. V. Rais: Pantáta Bezoušek | |   |

Dnes je onikání v češtině pokládáno za archaismus, respektive historismus, zpravidla mající charakter parodie. Užívá se též často v židovských anekdotách.